# Regreso a la guaca
Regreso a la Guaca es una telenovela colombiana realizada por CMO Producciones para RCN Televisión en 2009. Derivada del éxito comercial alcanzado por la coproducción de Colombia y Argentina llamada Soñar no cuesta nada, dirigida por Rodrigo Triana y estrenada en agosto de 2006, dando así continuidad a los hechos ocurridos en la película.

## Sinopsis
Basada en hechos reales ocurridos en abril de 2003. Tanto la película como la serie narra la historia de Porras, Venegas, Lloreda y Perlaza, pertenecientes a un grupo de soldados del ejército nacional de Colombia que combaten en la selva amazónica a una cuadrilla de la guerrilla de las FARC que tiene en su poder a unos ciudadanos norteamericanos, tras repeler al enemigo encuentran una caleta con millones de dólares que pertenecen al grupo insurgente, los nuevos millonarios se dedican a derrochar el dinero encontrado en lujosos coches, ropa, restaurantes y burdeles por lo que levantan sospechas que llevan a una investigación por la cual terminarán siendo juzgados.
En Regreso a la guaca se muestra que fue de las vidas de los personajes principales (Venegas, Porras, Lloreda y Perlaza) y de los otros soldados, los cuales se enteran de que en el lugar donde habían estado, aún permanece un contenedor lleno de dinero, del cual poseen las coordenadas para encontrarlo.

## Reparto
- Marlon Moreno ...	Teniente Víctor Solorzano
- Salvador del Solar ...	Mayor Álvaro Loaiza
- Diego Cadavid ...	Silvio Lloreda
- Juan Sebastián Aragón ...	Nelson Venegas
- Manuel José Chávez ...	Helmer Porras
- Iván López ...	Justo Perlaza
- Ramsés Ramos ...	Capitán Edwin Camacho
- Roberto Cano ...	Juan Porras
- Carolina Guerra ...	Dayana Tovar
- Valentina Acosta ...	Herlinda Castañeda
- Carlos Vergara Montiel ...	Cabo Edmundo Catano
- Luis Carlos Fuquen ...	Rodrigo Suárez
- Alfonso Ortiz ...	Coronel Álvaro Farías "El Pingüino"
- Michelle Manterola ...	Gilma Caicedo
- Andrea Montenegro ...	Astrid Lopera
- Gerardo Calero ...	General Francisco Armando Cabal
- Jorge Monterrosa ...	William Quiroz
- Toto Vega ...	Eduardo Amador
- Jimena Durán ...	Adriana Chávez
- Carlos Fernández ...  Tomás Duque
- Gloria Gómez ...	Tendera
- Jorge Alí Triana ...	Papá de Venegas
- David Triana ...	Aldemar Venegas
- Vicky Rueda ...	Yorley
- Elkin Córdoba ...	Viruña
- Luis Fernando Montoya ... Rodolfo Durán "El Chamo"

## Los hechos reales
Una guaca (tesoro escondido) fue hallada por 129 soldados 15 suboficiales y 3 oficiales pertenecientes a las compañías Buitre y Demoledor del ejército nacional de Colombia en la selva del sur del país en mayo de 2003, se cree que la suma asciende a 16.75 millones de dólares representados en billetes de esa moneda y pesos colombianos. El dinero se encontraba enterrado en bidones en las selvas de San Vicente del Caguán (Caquetá). Los soldados acordaron apropiarse del dinero y se dispusieron a derrocharlo en lujosos almacenes restaurantes y burdeles de la ciudad de Popayán, hecho que levantó sospechas que llevarían a una investigación penal en la cual los soldados serían condenados. Los soldados se gastaron unos 500 millones de pesos. Otros 1.380 millones fueron devueltos.